# Louisendal
Louisendal er udskilt fra Gudumlund som en afbyggergård i begyndelsen af 1800-tallet af lensgreve Ernst Heinrich von Schimmelmann.
Gården ligger i Gudum Sogn i det tidligere Fleskum Herred i Ålborg Amt, fra 1970 i Sejlflod Kommune og fra 2007 i Aalborg Kommune.
Hovedbygningen er opført i 1897. Louisendal Gods er på 363 hektar.

## Louisendal trinbræt
Ved Louisendal lå Louisendal trinbræt på Aalborg-Hadsund Jernbane (1900-69). Trinbrættet havde jordperron og et korsformet læskur. På banetracéet er der nu cykelsti mellem Gudumholm og Vaarst.

## Ejere af Louisendal
- (1782-1831) Heinrich Ernst lensgreve Schimmelmann
- (1831-1833) Carl lensgreve Schimmelmann
- (1833-1885) Ernst lensgreve Schimmelmann
- (1885-1922) Carl B. Ernst lensgreve Schimmelmann
- (1922-1929) Heinrich Carl lensgreve Schimmelmann
- (1929-1966) Jørgen P. R. Maarup
- (1966-1995) Jørgen Emil Worsøe Maarup
- (1995-2006) Jørgen Emil Worsøe Maarup / Jens-Jørgen Worsøe Maarup
- (2006-2008) Jørgen Emil Worsøe Maarup
- (2008-) Carsten V. Nørgaard